# 中川イセ
中川 イセ（なかがわ イセ、1901年〈明治34年〉8月26日 - 2007年〈平成19年〉1月1日）は、日本の政治家（地方議会議員）、北海道網走市の博物館網走監獄を運営する財団法人網走監獄保存財団の元理事長。
網走市議会の初の女性議員。昭和中期の網走市において、上水道敷設による水質改善、人権擁護活動、女性の地位向上などの活動で地域発展に貢献し、「網走開拓の母」と呼ばれた。政界以前の波乱に富んだ人生でも知られ、網走市民には「中川のばっちゃん」の呼び名で親しまれた。1968年（昭和43年）にTBSテレビで放映されたテレビドラマ『流氷の女』のモデル。本名は中川 いせよ（なかがわ いせよ）。旧姓は今野。山形県東村山郡干布村上荻野戸（後の天童市）出身。

## 経歴

### 波乱の日々
2歳のとき、産後の肥立ちの悪かった母が死に瀕したため、里子に出された。預かり先での生活は、後に中川の長女が「NHKドラマ『おしん』の幼少時代が天国に思えるほど」と語るほど極貧であったが、実母に代って養母に愛情を注がれて育ち、養母の尽力で荒谷尋常小学校（後の山形県天童市荒谷小学校）に通うこともできた。学業は優秀であったが、4年修了後に生家に戻された。すでに実母は死去しており、継母のもとで家業を手伝わされ、進学は許されなかった。11歳のとき、継母との不仲から家を出た。
山形、米沢市、東京市（後の東京都）を渡り歩き、女中奉公、女工、給仕など、様々な職を転々とした。妻子持ちの男性に騙されて暴行され、1918年（大正7年）に17歳にして女児を出産、未婚の母となった。身内を頼ることもできず、自分で娘を育てようにも、幼い子供を抱えた女を雇ってくれる仕事場は何もなかったため、やむを得ず娘を里子に出した。
翌1919年（大正8年）、娘の養育費捻出のため北海道に渡り、網走の遊廓に入った。客を喜ばすために趣向を凝らし、遊女として次第に頭角を現し、一時は遊郭きっての看板遊女となった。
1921年（大正10年）、牧場経営者である中川卓治と結婚して身請された。中川家の親戚たちから結婚に反対されて居場所を失ったため、開拓景気に沸く樺太に渡り、夫婦で牧場、旅館、飯場などで働いた。

### 牧場経営・多額の借金の返済
1926年（昭和元年）に中川家により網走に呼び戻され、夫婦で牧場を営んだ。しかし1928年（昭和3年）に夫の父が死去、14万円の借金が残った。労賃日給1円、そば・うどんが10銭、月給100円以上を得る者は網走でわずか3人という時代であり、網走で一番の借金額であった。全財産を処分して返済にあてようにも、6万円程度が限度だった。そこで中川は札幌へ向かい、銀行の頭取に直談判して熱弁を振るい、50年月賦で返済すると約束した。当時の人間の平均寿命は50歳といわれ、50年もの月賦は前代未聞であった。以降は返済のため、牧場仕事で夫から乗馬の特訓を受け、牧場に加えて馬喰（馬の仲介業）、家畜市場の開催、生命保険の代理店などの仕事を必死にこなした。
やがて時代は戦中に突入。当時の日本軍は依然として軍馬を兵器として重用しており、戦争拡大に伴って軍馬の需要が増え続けていため、軍馬の価格は農耕馬の3倍から4倍にもなり、網走では馬産が盛んになった。中川らの仕事もまた、軍馬に比重が置かれるようになった。中川は牛馬を扱う農家の女性たちを100人以上集めて愛馬婦人会を結成、自ら会長を務め、軍馬の育成、軍馬購入の助力、馬の飼料を運んで旭川の第7師団の慰問などを行なった。愛馬婦人会は、地方での馬の行事、軍馬購買は無論のこと、馬の検査や衛生施設などのつど出勤して献身的に奉仕し、戦中の出征による男子の不足を補い、各方面の関係者から感謝の的となった。中川の商売は日本軍からも好評を得、軍曹待遇までされ、中川は慰問の際も「中川軍曹」と名乗って敬礼しつつ検問場を通っていた。軍馬での収入により鉱山や土地も手に入れた。1932年（昭和7年）には中川の牧場から市場に出した馬7頭がすべて審査をパスし、軍馬として買い上げられ、しかも成績優秀として日本軍から激賞された。この際は中川夫妻のみならず、網走の馬産業関係者たちも、馬産地としての網走の名誉として喜びに沸いた。1軒の牧場の馬7頭の同時合格は前代未聞とされ、新聞各紙でも大々的に報道された。1941年（昭和16年）には興亜馬事大会で国策への協力を表彰され、中川の乗馬姿が全国紙に大きく掲載された。後に数えきれないほどの表彰を受ける中川の、最初の表彰であった。
戦後は軍馬の需要は縮小したが、食糧事情が悪くなったため、軍馬に替って農耕馬の需要が急増した。これにより中川の牧場は戦中よりもさらに多忙を極め、依然として商売は繁盛の一方であった。戦後インフレにより金銭の値打ちが下がったことも、借金返済の手助けとなった。
借金を毎月払い続けた末、最終的に返済を終えたのは1947年（昭和22年）のことである。巨額の借金を約束の約3分の1の年月で完済できたことは、網走中の話題となった。

### 市議会議員活動
1947年（昭和22年）、網走の市制施行とともに戦後初の統一地方選挙が行われた。女性が参政権を得て初めての選挙であり、中川は夫に出馬を勧められた。夫の父が網走町議会議員であったことから、当初はその息子である夫に出馬の話が来たが、夫は自分の短気な性格が政治家向きではないとして断り、女性が参政権を得たことで、妻に出馬を勧めたものである。中川本人は気が進まなかったものの、「学歴のない女が選挙に出る」との陰口に憤慨し、出馬を決意した。
選挙運動といっても、知人といえば牧場仲間の女性ばかりで、夫も協力せず、ほかの候補者のような派手な選挙運動はとても無理であった。自転車に乗ってメガホンで呼びかけ、民家を一軒一軒訪ねて家の壁などにポスターを貼らせてもらった。
地道な活動は支持者たちの好評を得、それまでの数奇な経歴も話題を呼び、庶民女性たちにも支持された。同情票も手伝い、定員の3倍の候補者数のうち、当選者27人中25位で当選を果たした。女性立候補者5人中で当選者は1人であり、女性初の網走市議会議員であった。
第1期は下位当選の上、政界では素人同然のために議会から爪はじきにされた。せめて子供の健康をと、子供たちを集めてラジオ体操を始め、自費で買った景品を配った。子供たち相手に名乗った「ばっちゃん」の名が、その後の愛称となった。
その後も連続計7回の当選を果たし、7期28年にわたって市議会議員を務めた。2期以降は上位当選であり、トップ当選も2回果たし、活動が本格化した。議員の傍らで人権擁護委員（後述）、自由民主党北海道支部連合会連婦人部長（後述）、家庭裁判所家事調停委員、網走婦人会長、母子相談員、社会教育委員、防犯協会理事、福祉協会理事、網走市物価監査委員、法律相談員など、多くの公職を歴任した。
なお政界の関係者としては、義弟に東条貞がいる（中川の夫の妹が東条の妻）。中川が長年にわたって中央政界に大きく関ったのは、この東条によるところが大きいと見られている。一方で中川の夫の父は東条を気に入るあまり、多額の選挙資金をつぎ込んでおり、これが前述の膨大な借金の元にもなっていた。

#### 上水道の敷設
市議会議員としての最大の功績は、上水道の敷設である。平成期には網走の水は日本で2番目に良質といわれ、「あばしりの天然水」として市販されていたほどだが、それは上水道敷設後の話である。湧水や井戸に頼っていた当時、網走の水の質は非常に悪かった。どこの水もアンモニアの臭いが強く、主婦たちは洗濯にも炊事にも難儀していた。使い物になる井戸はわずかであり、そこに毎日水汲みの行列ができていた。この労力の浪費を解決すべく、中川は上水道敷設に乗り出した。
網走市内で上水道に利用できる水源には、湧水のほかに網走湖が考えられたが、中川は将来性や水質、水量を考慮してそれらに見切りをつけ、網走から分村した東藻琴村（後の大空町）の藻琴山にある最高品質の湧水に目をつけた。しかし、網走までの約30キロメートルの距離が障害となった。当時の網走の年間の一般会計予算は1億6千万円だが、試算された費用はそれをはるかに上回る約3億円に昇っていた。
中川は鉄工会社である日本鋼管（後のJFEエンジニアリング）との交渉のため、市議会の助役と議員1人とともに東京へ向かった。中川が飛行機に乗ったのはこれが初めてであり、離陸に驚く様子を周囲は笑っていたという。
東京で日本鋼管に毎日通った末、ようやく社長と会うことができた。しかし、交渉はやはり費用の問題で難航した。中川は5年払いを申し出たが、それには2億円の担保が必要であり、その担保すら網走にはなかった。そこで中川は、自分の牧場の持ち馬150頭に加えて、同席していた議員の私有地を担保に入れると言い出した。私財を担保にすると聞いて驚く日本鋼管側に対し、中川はさらに「網走の子どもたちの命が、将来がかかっているんだ。こっちも命がけだっ!」と言い放った。
この中川の必死の熱意に日本鋼管側が感動し、交渉が成立した。1952年（昭和27年）から着工され、1954年（昭和29年）に給水が開始された。こうして網走市の上水道が実現した。令和期においても網走市の水は、大空町東藻琴の藻琴山の麓にある水源地から供給されている。
この功績により中川は、私財を担保にして網走の水道を作った人物として、後々まで語り草になった。もっとも後年の中川本人の弁によれば、実際には牧場の馬は私物ではなく預かり物、土地もほとんどはすでに担保に入っていたものであり、それらを担保にすると言ったのは、どうせ交渉が駄目ならとの思いで吹いたホラだったという。

#### 人権擁護活動

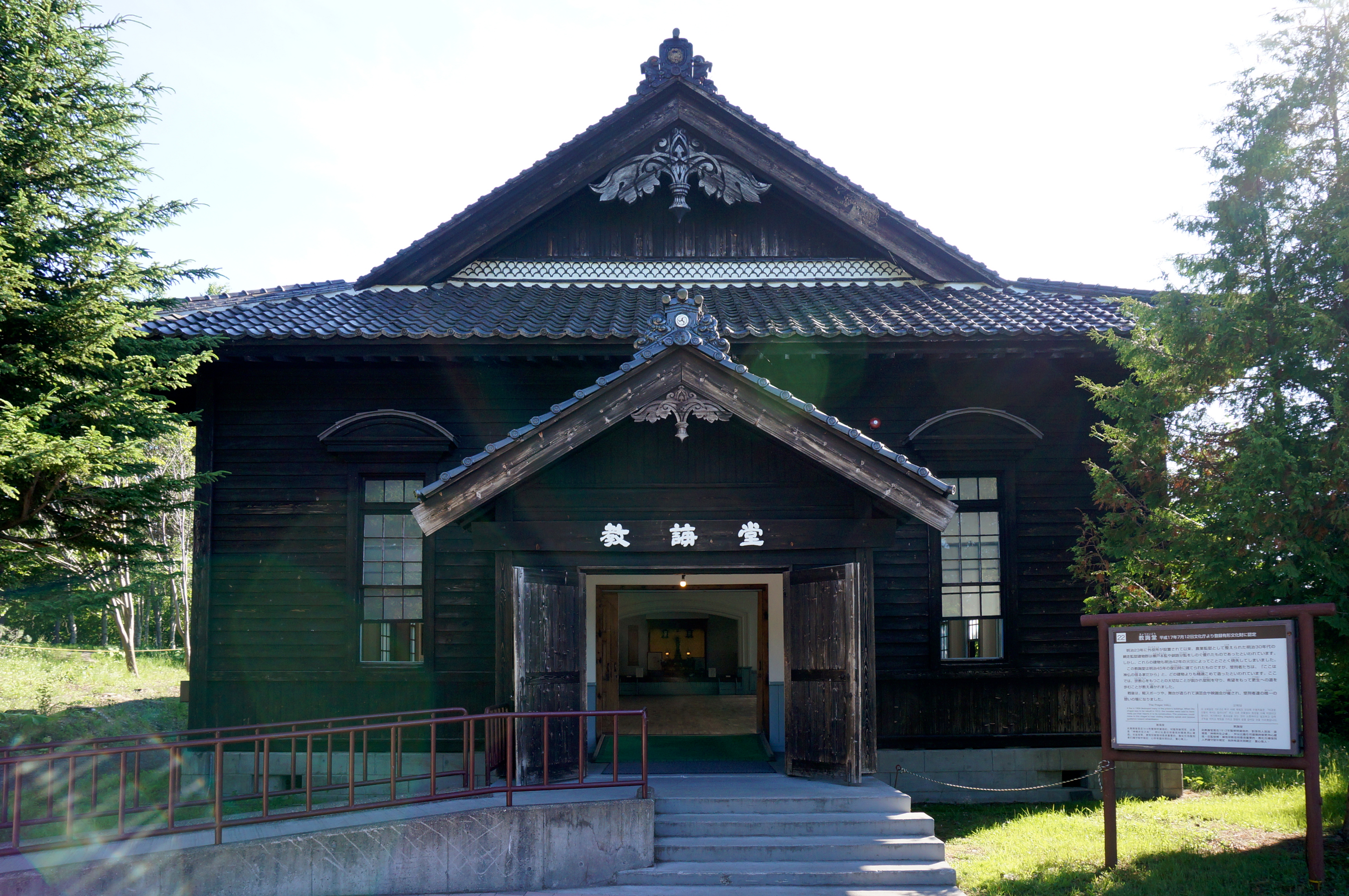
網走刑務所教誨堂

1950年（昭和25年）、初代網走市長である吉田栄吉の依頼により人権擁護委員に就任し、女性解放運動に携わった。自身の遊郭の経験で、人身売買の悲惨さを身をもって知っていたため、この仕事を通して、人身売買を徹底的に撤廃するための運動に尽くした。女の体を無理やり売らせて利益を取ること、女性をみじめにさせることは、中川にとって許しがたいことであった。
領域外の美幌町、斜里町、津別町にまで出向き、遊郭まがいの営業を行なう業者を廃業に追い込み、あるいは商売替えをさせた。「あいつにかかったら店を潰される」と業者たちに噂され、後をつけられることもあった。女性を巡って刃物を振り回す者、畳に刃物を突き刺して迫って来る暴力団の者、中川の喉元に出刃包丁を突きつける者と渡り合うこともあった。
弱い女性の味方との噂が広まり、こうした領域外の町の女性から助けを求める手紙が届くこともあった。業者のもとから逃亡したいが金がないという女性には金を与え、その返済を求めることもしなかった。赤線地帯（売春地域）に売られた女性、夫婦喧嘩で家を飛び出した女性を家に置くこともあり、いつまでも自宅で面倒を見た。
中川のもとには昼夜を問わず相談者が訪れていたが、折しも戦後の混乱期の上、人権擁護委員法施行から1年足らずであり、人権擁護委員制度の趣旨や目的を理解している人々は少数であり、食料がない、衣類がないなどの身の周りの相談も多かった。中川自身も、困っている人を助けることこそがこの仕事と信じ、戦後の生活の厳しさの中、やっとの思いで入手した身の周りのものを、次々に相談者に与えた。前述のように女性たちへの金銭的援助もあり、常に生活は質素であった。
日本全国から選りすぐられた17名の女性人権擁護委員による婦人問題委員会（初代会長は評論家の大浜英子）の委員にも選出されて、全国規模の様々な問題にも取り組み、後には同会の副会長も務めた。
人権擁護委員だった関係で、網走刑務所の教誨堂での講演も多かった。内容はいつも実話であり、宗教などの高尚な話を聞き飽きた受刑者たちに好評を得た。受刑者たちはしばしば中川を取り囲み、議員活動を激励した。父親が網走刑務所の囚人のために周囲から虐められて辛い思いをしている子供を元気づけたこともあった。
1963年（昭和38年）まで人権擁護委員を務めた後、1966年（昭和41年）にはこの人権擁護活動により、藍綬褒章を受章した。同年の藍綬褒章受章者の内、女性は中川1人であった。1971年（昭和46年）には勲五等宝冠章を受章し、2度の法務大臣表彰を受けた。全国的に人権擁護委員に女性を登用するようになったのは中川がきっかけだったとの声もある。
多くの公職を務めた中川にとって、この人権擁護活動は最も精神的な負担が大きかったが、それだけにやりがいを感じる仕事でもあった。他の公職を辞職するときもさほど感傷を感じなかったものの、人権擁護運動の辞表を書くときには、「涙を堪えることができなかった」と後年に語った。

#### 向陽ケ丘病院の誘致
網走市立向陽ケ丘病院（後の北海道立向陽ケ丘病院）の誘致の際には、中川は当時の北海道知事である田中敏文のもとへ請願に訪れていた。その際にはまだ、ほかの市からの請願はなかった。しかし中川の請願を知るや、ほかの市も猛烈な誘致運動を始め、やがて中川より後に請願した市に許可が下りた。これに憤慨した中川は再び田中を訪ね、「私が一番先に願い出たのに、あっちの運動が激しいからそっちにするっていうのはどうしてか、女だからってバカにするのか」と泣きわめいた。これに田中は根負けし、1952年（昭和27年）の同病院設置に至った。これは上水道敷設に並ぶ中川の功績との意見もある。

#### 自民党道連婦人部長
1961年（昭和36年）、自由民主党北海道支部連合会（自民党道連）の婦人部長に指名された。本来なら、婦人部長は北海道議会議員またはその夫人が前提であり、当時は小樽市と札幌市に1人ずつその候補がいたが、それぞれを推すグループ同士が衝突して決着がつかずにいた。そこで当時の北海道連幹事長である岩本政一が仲裁に入って市議会から選ぶことになり、自民党系の市議は中川を含め北海道内に3人いたが、中川以外の2人が早々に辞退したことで、中川に白羽の矢が立ったものである。なお中川が自民党に入った理由は特になかったと見られており、中川本人も「いつの間にか」と語っている。
尋常小学校しか出ていない中川は「自分の名前さえ満足に書けないので務まらない」と一度は断ったが、岩本政一は度胸を気に入り「字が書けないなら秘書をつける」といって婦人部長を任せた。これにより中川は1973年（昭和48年）までの12年間、常に秘書つきで婦人部長を務めた。
1971年（昭和46年）の北海道議会議員選で同党幹事長の武部勤が立候補する際、道連が入党に難色を示す中、中川が入党の助力をした。また同年、堂垣内尚弘の北海道知事選出馬の応援を依頼された際は、網走出身である香千枝夫人の「香」を取って「かおり会」を結成し、北海道を2巡して会員を募ることで女性支持者を5万人にまで増やし、当選に大きく貢献した。山形県出身の代議士の応援演説に駆けつけた際は、2000人収容可能な演説会場が超満員になり、入りきれなかった1000人以上の聴衆が会場の外まであふれるほどの人気ぶりであった。
在任中の内閣総理大臣である池田勇人、佐藤栄作、田中角栄らとも親交を深めた。中でも特に、奉公しながら苦学した身である田中は、似た境遇の中川を気にかけ、可愛がったという。

### 引退

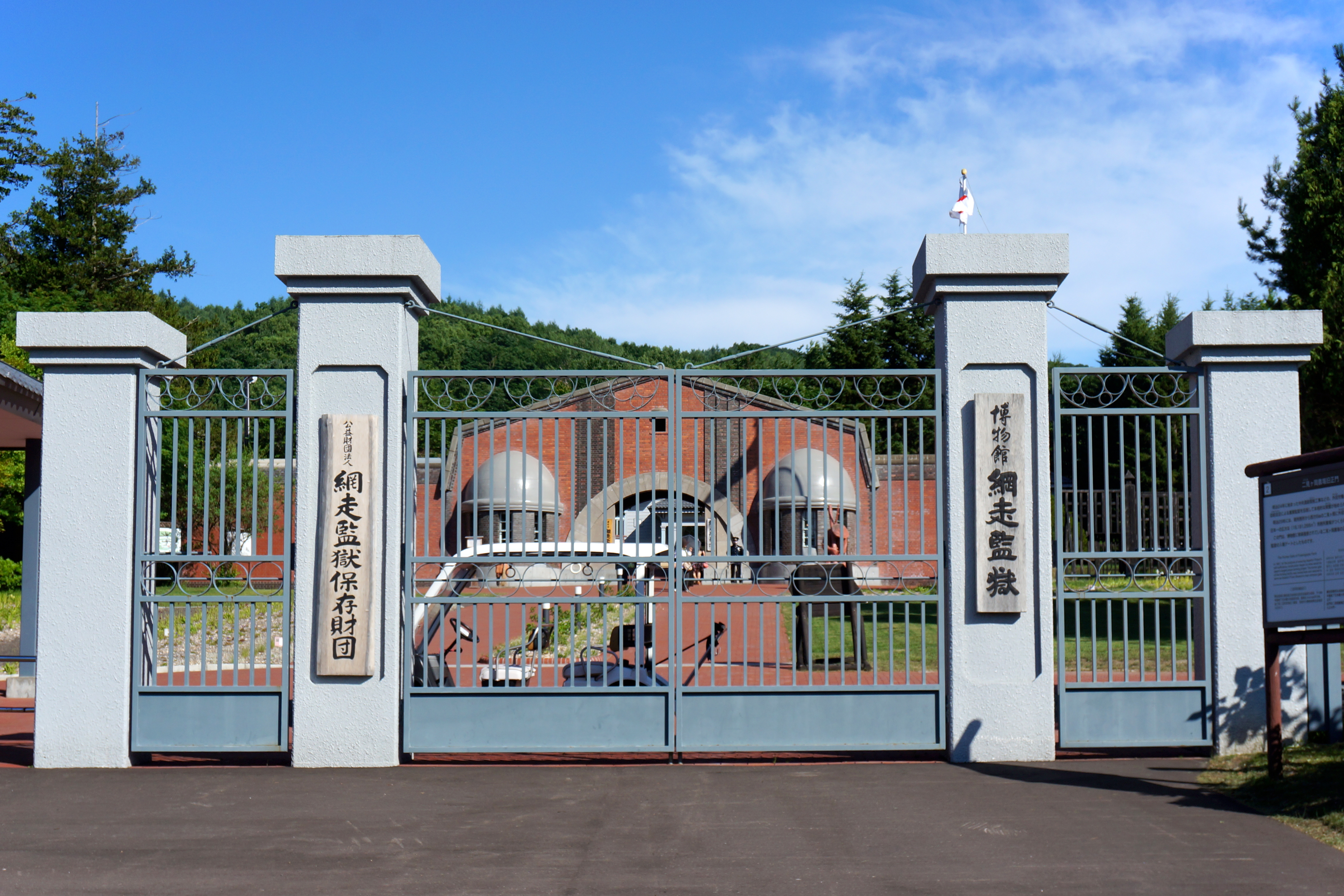
博物館網走監獄

1975年（昭和50年）、数えで75歳を迎えたことを機に市議会を引退。周囲からは引き止められたが、自身は「引き際が大事」と語った。
当時の網走市内には4軒の保育園があったが、17時までに子供を引き取る規則であった。早退を強いられていた仕事を持つ女性たちから相談を受けたことにより、女性の地位向上のため、1981年（昭和56年）、社会福祉法人網走愛育会を作って自ら理事長を務め、潮見保育園を開設した。園児のために貯金通帳を作り、卒園式の際に1人1人に渡した。差別や辛苦の中で育った上に、幼少時に実母と死別し、母の愛情を知ることができなかっただけに、保育園には理想を傾け、情熱を注いで経営にあたった。
1988年（昭和63年）、博物館網走監獄を運営する財団法人網走監獄保存財団の理事長就任を依頼された。前任の佐藤久（網走新聞社社長）は中川の友人でもあった。また、旭川市や釧路市への道路を造って網走の基礎を築いたのは網走刑務所の囚人であり、彼らの力なくしては網走はただの漁村に過ぎなかったと考えたこともあり、2代目理事長に就任した。当時、運営財団には9億円の負債が残っていた。中川はその立て直しのため、旅行ツアーに博物館見学を盛り込ませようと旅行会社を駆け回り、博物館の入館者を倍以上に増やした。開館10周年を迎える1993年（平成5年）には総入場者は300万人を超え、同年の入場者数は60万人に届くまでになった。
1992年（平成4年）、網走市から名誉市民の称号を受けた。網走市名誉市民の称号は32年ぶりであり、女性では中川が初である。ほかに紺綬褒章も受章した。

### 晩年
晩年には、夫と死別した女性が安心して生活できる場所として、医療と福祉の複合施設を構想。1997年（平成9年）、中川イセの名をとって介護老人保健施設「いせの里」として開設した。中川自身もすでに夫と死別しており、晩年は冬季のみこの施設で過ごした。
故郷である天童市にも、毎年のように帰郷した。母校の荒谷尋常小学校を前身とする山形県天童市荒谷小学校には、備品や楽器、900冊以上の図書などを寄付した。同小学校にはこの図書類が「中川文庫」の名で保管されている。1998年（平成10年）の天童市市制施行40周年記念式では、この寄付に対して特別功労表彰を受けた。同1998年、網走市長選挙で大場脩が初当選した際は、中川は100歳近い身でありながら先頭に立って選挙運動を応援した。また同1998年には都市公園整備に努めとして、建設省より都市緑化功労者建設大臣表彰を受けた。
2000年（平成12年）に網走監獄保存財団の理事長職を退任、その後は名誉会長に就任した。
2002年（平成14年）、天童市の旧東村山郡役所資料館で開催された「天童が生んだ女性展」で中川が紹介された。網走の大場脩市長がこれに招待されたことをきっかけに、網走市と天童市の交流が開始され、2004年（平成16年）、両市の観光物産等相互交流協定が締結された。
同2004年より病気療養に入った。同年末に脳出血で重篤に陥り、一時は葬儀の日程まで決まったものの、回復し、周囲は「驚異的な生命力」と驚いた。しかし約2年の闘病の末、網走市制施行60周年を迎えた2007年（平成19年）元旦深夜、老衰により、満105歳で死去した。
同2007年1月20日に網走市内で市民葬が行われ、前述の武部勤、新党大地代表の鈴木宗男、当時の天童市長の遠藤登らが列席した。天童市出身ではあるが、「天童は私を産んでくれた場所、網走は私を育ててくれた場所」と生前に語っており、遺志に基いて、墓碑は網走市桂町の弘道寺にある。同2007年、30年以上勤めた人権擁護活動に対し、従五位の特旨叙位が贈られた。
天童市の市制施行50周年にあたる翌2008年（平成20年）、天童市荒谷小学校に、中川の功労を称えるための顕彰碑が建立された。碑には「自分の苦労を荒谷の子供たちにはさせたくない」「私を育ててくれたのは天童、羽ばたかせてくれたのは北海道」との中川の言葉が刻まれている。

## 人物
尋常小学校では一番の成績をおさめ、総代として修了証書を貰う権利を得たが、極貧生活で羽織袴を持っていなかったために権利を失い、裕福な生徒が代表となった。これは後々まで悔しい思いとなり、苦境の中で自分の道を切り開く原動力となった。また、遊女時代に仲間の遊女たちから悲惨な身の上話を多数耳にしており、これも市議会議員となった後、女性、弱者、貧しい者たちの地位を向上させようとする中川の精神的な支柱となっていた。
戦時中に「鬼畜米英のアメリカ兵が日本人女性たちを強姦しに来る」とデマが流れた際には、網走でも女性たちが大混乱に陥った。それに対し中川は「私が裸で馬に乗って海岸を駆けて兵たちをおびき寄せるので、その隙に逃げるように」と言って彼女らを鎮め、実際に日本刀を手にして馬で海岸を駆けた。網走の女性たちの中には、中川を元遊女、女馬喰と見下す者も多かったが、この一件で女性たちはすっかり彼女に心酔し、市議会議員となった後も絶大な人気を寄せた。この逸話はフランスの国民的ヒロインであるジャンヌ・ダルクにもたとえられ、後々まで語り継がれた。
学歴は尋常小学校4年のみで、高等小学校へは進学していないが、生家を出た後に小学校教師の家で奉公した際に、この教師に勉強を教わっており、中川はこの教師を後々まで恩師と仰いだ。自民党道連婦人部長に就任して秘書がついた際、秘書は中川が文盲のために自分が必要だと思っていたところ、実際は英語以外は難なくこなしていたので驚いたという。ただし字が下手だったため、書類は秘書がこなしていた。
性格は豪放磊落、間違ったことを嫌うが、それでいて「どんなことにも理由があるから」といって、相手を許し寛容に対処した。辛酸をなめて逆境と戦い続けただけに、弱者へは常に温かく接した。講演や網走監獄保存財団で長く関った網走刑務所の囚人たちについては「ほんとうに悪い奴は塀の外にいる。塀の中にいる人たちで、真のワルと思ったのに会ったことがない」「心をこめて話すと、一生懸命に聴いてくれる。聴くだけの心を持っているということだ」と語った。
気さくで面倒見の良い性格から、網走市では「中川のばっちゃん」と呼ばれて親しまれた。網走市議会の席でさえ議員たちに「ばばあ」と呼ばれ、議事録にも中川のことが「ばっちゃん」と書かれた。趣味道楽は持たず、強いて言えば人の世話が趣味であった。晩年に十分な財産を築いた後も、決して贅沢をすることはなかった。
90歳を過ぎても毎朝4時起床、1時間の乾布摩擦、ラジオ体操という日課を欠かさず、老いても元気と評判であった。晩年を過ごした保健施設「いせの里」では、長寿にあやかろうとする多くの老人たちに囲まれた。
なお「イセ」の名は、書きやすさや読みやすさから通称となったもので、結婚時に戸籍を見て、初めて自分の本名を知ったという。

### 武術
興行女相撲で知られる天童市出身だけあり、幼少時より相撲が得意で、何人もの男の子を負かした。後には柔道3段、合気道3段、棒術初段、空手名誉3段の腕前となり、武術家としても知られるようになった。
柔道は遊女時代、話題作りのために道場に通って身につけたものである。仲間の遊女に乱暴を働く客を柔道技で懲らしめたこともあり、遊女人気に一役買った。樺太滞在時も「襲いかかる飯場の荒くれ者を一本背負いで投げ飛ばした」、「夫を襲う者たちを柔道技で蹴散らした」、「夫が喧嘩に負けて帰宅して来ると、相手のもとへ乗り込み、背負い投げで仕返しをした」、「夫が約20人の男たちと喧嘩になった際、夫を助けに駆けつけると、刃向う者は誰もいなかった」などの数々の武勇伝を残した。
合気道は、終戦直後に荒れ放題の子供たちの品行を正すため、武術家の武田時宗に依頼して道場を始め、自らも門下生となって習得したものである。後には師範となり、60歳を過ぎても余暇には道場で教え、毎年の大会では演武を披露していた。
こうした武術の腕前により、牧場で馬喰を務めていたときも、荒くれ男の多いほかの馬喰たち、あくどい商売をするも馬喰たちも、中川に手出しをしようとはしなかった。人権擁護活動で遊技たちを救い、遊郭の手の者に睨まれた際にも、直接手を出されることはなかった。
後々まで凄腕の武術家として名を馳せ、90歳を過ぎた頃でも「1対1なら男でもぶっ飛ばせる」と豪語していた。1992年に網走市名誉市民の称号を受けた頃にも、黒帯で道場に立っていた。網走市内には「中川記念武道館」として名前が残されている。

### 家族
夫の中川卓治（父の死後、父の名を継いで中川茂市と改名）は柔道道場仲間でもあり、道場が縁で知り合った。酒ばかりでろくに働かない人物であり、そのような夫を妻が懸命に支える夫婦生活であった。晩年は脳卒中で倒れた後、1962年（昭和37年）に妻に看取られつつ死去した。離婚歴があったために結婚当時は連れ子である息子がすでにおり、この息子は父の牧場を継いだ後、2002年に死去した。
実子である娘は、1932年（昭和7年）に夫の同意のもと、里親先から引き取られた。1943年（昭和18年）、中川夫妻が牧場の競馬師にするために引き取っていた養子と結婚して息子を身ごもるが、息子の誕生前に戦争により夫と死別。終戦後に美容師の修行を経て、網走で美容院を開業した。息子が15歳で結核で死去という不幸に見舞われたものの、そのときの主治医の父親と再婚した。1985年（昭和60年）にその後夫が死去した後は、中川のもとに通って朝晩の食事を共にし、母娘2人で山形などを旅行して回る生活を送っていた。中川の死去の頃にも存命であり、葬儀では喪主を務めた。

## 評価
中川が市議会議員を務めていた時代に網走市長を務めていた安藤哲郎は、中川を以下のように評した。
元網走市議会議長の田村直美は中川の議員活動について「男勝りの気っぷで、時の首相や幹事長にズケズケものを言った。陳情ごとなどで歴代の市長をずいぶん助けました。代議士にも勝る市議会議員でした」と語った。網走監獄保存財団の理事長に推進された理由は、群を抜く政治家としての手腕を買われてと見る向きもある。
北海道を代表する女傑ともいわれ、元北海道知事の横路孝弘は、中川を「北海道を開拓した北の女性の代表」と評した。雑誌『北海道味と旅』の編集長を務めた網走出身の山本祥子は中川を世に紹介し続け、「覚者としての人の味が、一種迫力となって伝わってくる」と語った。小説家の司馬遼太郎は紀行集『街道をゆく』において、中川の風貌を「自分が何者で、何をすべきかを知っている顔」と評した。
後述するラジオ番組『涙 流す間もなし 〜流氷の町に生きる女〜』で中川が取り上げられた際、当時の制作担当者は、中川の起用の理由を以下のように語った。
網走市民にとっては偉人というより「頼りになる隣人」であり、「ばっちゃんを知らない人は網走市民ではない」、「北海道で知らない人はいない」ともいわれた。藍綬褒章受章時には、「中川を最後に日本の女侠は消えるかもしれない」と言われた。没後には「ばっちゃんは、ただ居るだけで何かを教えてくださる方だった」、「ばっちゃんの存在が道しるべ」、「型破りの凄い人で、並みの人と器が違いすぎる女性（ひと）だった」ともいわれた。大場脩は市民葬で告別の辞を「地域を越えて活躍された。誠実で人情あふれる姿は市民の心に残るでしょう」と読んでおり、後年には「大きな声で、自信をもって話す人だった」、 「話がうまかった。その場にふさわしい話のできる人」、 「礼儀を重んじた」、 「弱い人の味方だけれども、弱い人は嫌いだった」、 「生きる哲学をもっていた」 などと語った。

## メディア
ノンフィクション作家の大宅壮一は、中川と親しかった小説家の中山正男から中川を紹介され、『週刊朝日』誌上の徳川夢声との対談の中で中川について語った。これによって中川の名は、全国的に広まることとなった。
また中山の義妹である小説家の金子きみは、中川の半生記『雪と風と青い天』を著した。これが1968年（昭和43年）に渚まゆみ主演によるテレビドラマ『流氷の女』としてTBSテレビで全国放映され、中川の名はさらに広まった。中川自身もその後にNHKの『こんにちは奥さん』など、何度もテレビに出演し、反響を呼んだ。
網走市の作詞家である纓片實（おがた みのる）は、このドラマに感銘を受け、歌を作詞。北海道名寄市出身の歌手である加山ひろしの曲『流氷の女』として同1968年にリリースされた。中川は生まれて初めて曲を貰ったことに感激し、その後も纓片と交流を続けた。
1987年（昭和62年）には、北海道放送のラジオ教養番組『涙 流す間もなし 〜流氷の町に生きる女〜』で、中川の七転八倒の人生遍歴が紹介され、同年の日本民間放送連盟賞の教養部門で最優秀番組に選ばれた。
1990年（平成2年）には網走市民会館で、中川をモデルとした演劇『岬を駈ける女』が上演された。中川も娘とともに観劇した。1500人収容可能な会場が満員となり、通路に座って観劇する客もいた。
没後の2015年（平成27年）には、天童市在住の女優である夢実子（ゆみこ）主演による朗読劇『激動の一世紀を生きた人生 零（ゼロ）に立つ 中川イセ物語』が網走市で上演され、満席の客席から喝采を浴びた。同2015年12月には第2回公演として、中川の故郷である天童市で、2016年（平成28年）9月には山形市で上演された。
2017年（平成29年）には作家の蛭田亜紗子が小説『凜』を発表し、中川をモデルとした主人公の姿を著した。作中では中川同様、主人公が網走の遊郭で過酷な環境を必死に耐えて生き延びる姿が展開されている。